# Jouko Skinnari
Jouko Juhani Skinnari (ur. 12 sierpnia 1946 w Lahti, zm. 21 kwietnia 2016 tamże) – fiński polityk, dziennikarz i urzędnik państwowy, od 1997 do 1999 minister w rządzie Paava Lipponena, nieprzerwanie od 1980 do 2015 deputowany do Eduskunty.

## Życiorys
W 1965 zdał egzamin maturalny, w 1969 uzyskał magisterium z prawa na Uniwersytecie Helsińskim.
W czasach studenckich pracował jako dziennikarz sportowy. Później był sekretarzem prawnym w instytucji ubezpieczeń społecznych, a także urzędnikiem rządowym. W drugiej połowie lat 70. pełnił funkcję asystenta parlamentarnego.
Został działaczem Socjaldemokratycznej Partii Finlandii. W 1980 objął mandat posła do Eduskunty w miejsce zmarłej Salme Myyryläinen. Od tego czasu do 2015 nieprzerwanie zasiadał w fińskim parlamencie, ubiegając się o reelekcję w każdych kolejnych wyborach krajowych do 2011 włącznie z okręgu Häme.
Od października 1997 do kwietnia 1999 w pierwszym rządzie Paava Lipponena był ministrem w kancelarii premiera, ministerstwie finansów oraz spraw społecznych i zdrowia.